# Dioplosyllis broadi
Dioplosyllis broadi är en ringmaskart som beskrevs av Müller och Fauchald 1977. Dioplosyllis broadi ingår i släktet Dioplosyllis och familjen Syllidae. Inga underarter finns listade i Catalogue of Life.